# Piet van Reenen
Petrus van Reenen (* 17. Januar 1909 in Utrecht; † 8. Juni 1969 in Utrecht) war ein niederländischer Fußballspieler.
Zwischen 1929 und 1942 spielte er für den niederländischen Ehrendivisionisten Ajax Amsterdam. In dieser Zeit bestritt er 237 Spiele für den Verein, in denen er 272-mal treffen konnte. Er ist damit, noch vor dem legendären Johan Cruyff, der beste Torschütze, der je bei Ajax gespielt hat. Er war zwischen 1930 und 1938 in jedem Jahr der beste Torschütze seines Vereines, weswegen er von den Fans auch den Spitznamen Goaltjes-Piet erhielt. 1932 gelangen ihm in einem Spiel gegen BV Veendam sieben Tore, was bis heute den vereinsinternen Rekord von Ajax darstellt. Während seiner Zeit bei Ajax konnte Van Reenen viermal die Landesmeisterschaft gewinnen.
Er bestritt zwei Länderspiele für die niederländische Fußballnationalmannschaft, konnte dort aber nicht überzeugen.